# Rei dos Franceses

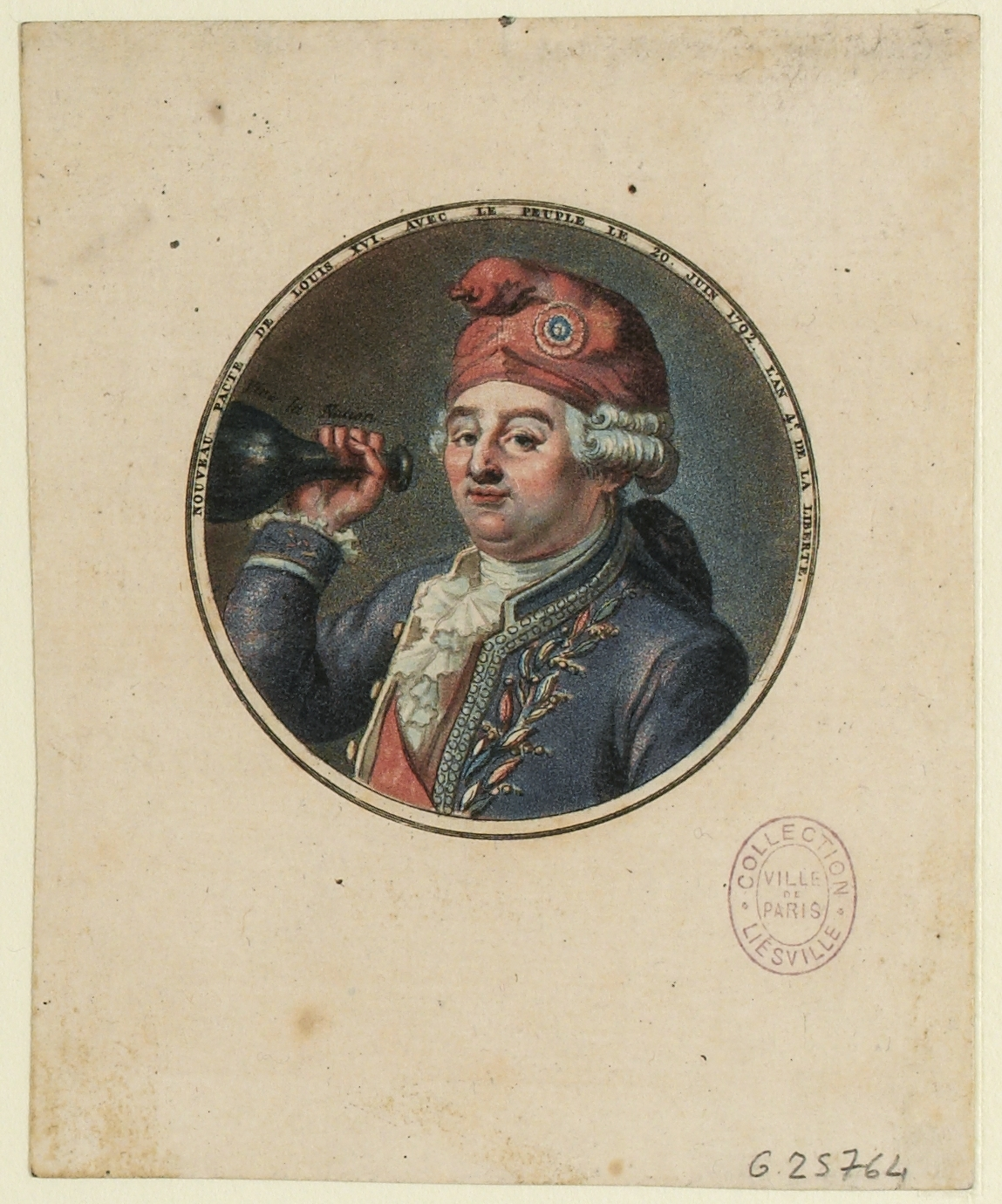
Caricatura de Luís XVI, Rei dos Franceses, bebendo e usando um barrete frígio (1792).

Rei dos Franceses foi o título oficial utilizado pelos reis Luís XVI (1791-1792) e Luís Filipe I (1830-1848) da França.

## Título
O título de "Rei dos Franceses" remetia ao de "Rei dos Francos", que era o título oficial em latim dos monarcas da França, antes do tradicional Rex Franciae (Rei da França) ser adotado. A passagem do título de "Rei de França" para o de "Rei dos Franceses" materializa a transferência da soberania do monarca hereditário, que já não é apenas de inspiração divina, mas também conferida pelo povo.
Apenas dois monarcas franceses detiveram este título:
- Luís XVI: O novo título seguiu-se a uma decisão da Assembleia Nacional Francesa, então sob a Monarquia Constitucional (1791-1792). O novo título foi indicado como título oficial do monarca francês no Artigo 2º do Capítulo II da Constituição Francesa de 1791;[2]
- Luís Filipe I: Primo e afilhado do anterior, utilizou este título entre 1830 e 1848, sob a Monarquia de Julho. O novo título aparece na proclamação da Câmara dos Deputados de 7 de agosto de 1830, aceito por Luís Filipe em 9 de agosto.[3]

O projeto constitucional de 1814 previa, em seu Artigo 29, que Luís XVIII seria proclamado "Rei dos Franceses" após a restauração da monarquia francesa. Porém, o novo rei alterou o dispositivo, não ostentando este título durante seu reinado, mas sim o de “Rei de França e Navarra”.